# Рајн (Болцано)
Рајн је насеље у Италији у округу Болцано, региону Трентино-Јужни Тирол.
Према процени из 2011. у насељу је живело 174 становника. Насеље се налази на надморској висини од 417 м.